# Angulus tenuis
Angulus tenuis är en musselart som först beskrevs av da Costa 1778.  I den svenska databasen Dyntaxa används istället namnet Angulus tenuis. Tellina tenuis ingår i släktet Tellina och familjen Tellinidae. Arten är reproducerande i Sverige. Inga underarter finns listade i Catalogue of Life.

## Bildgalleri

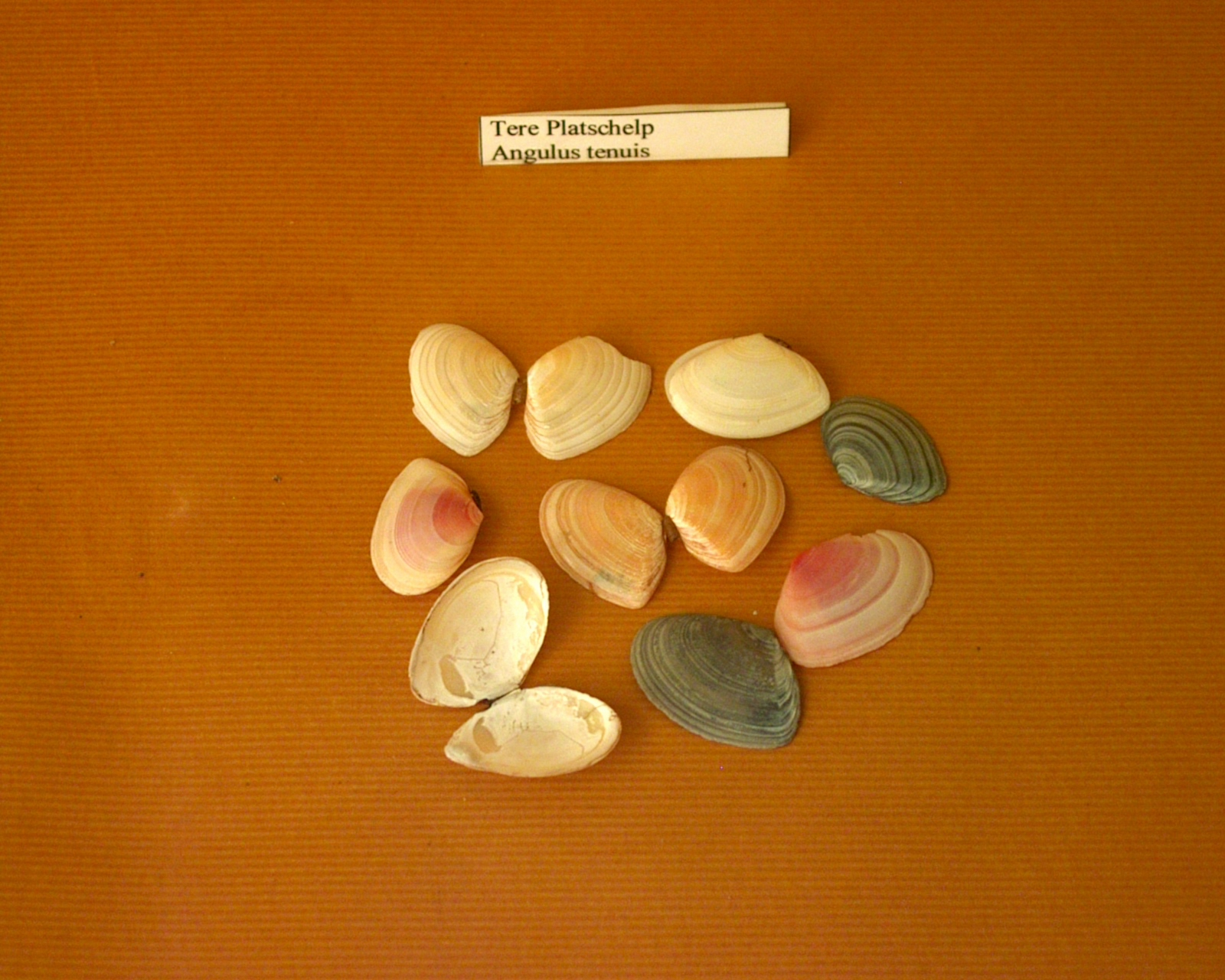
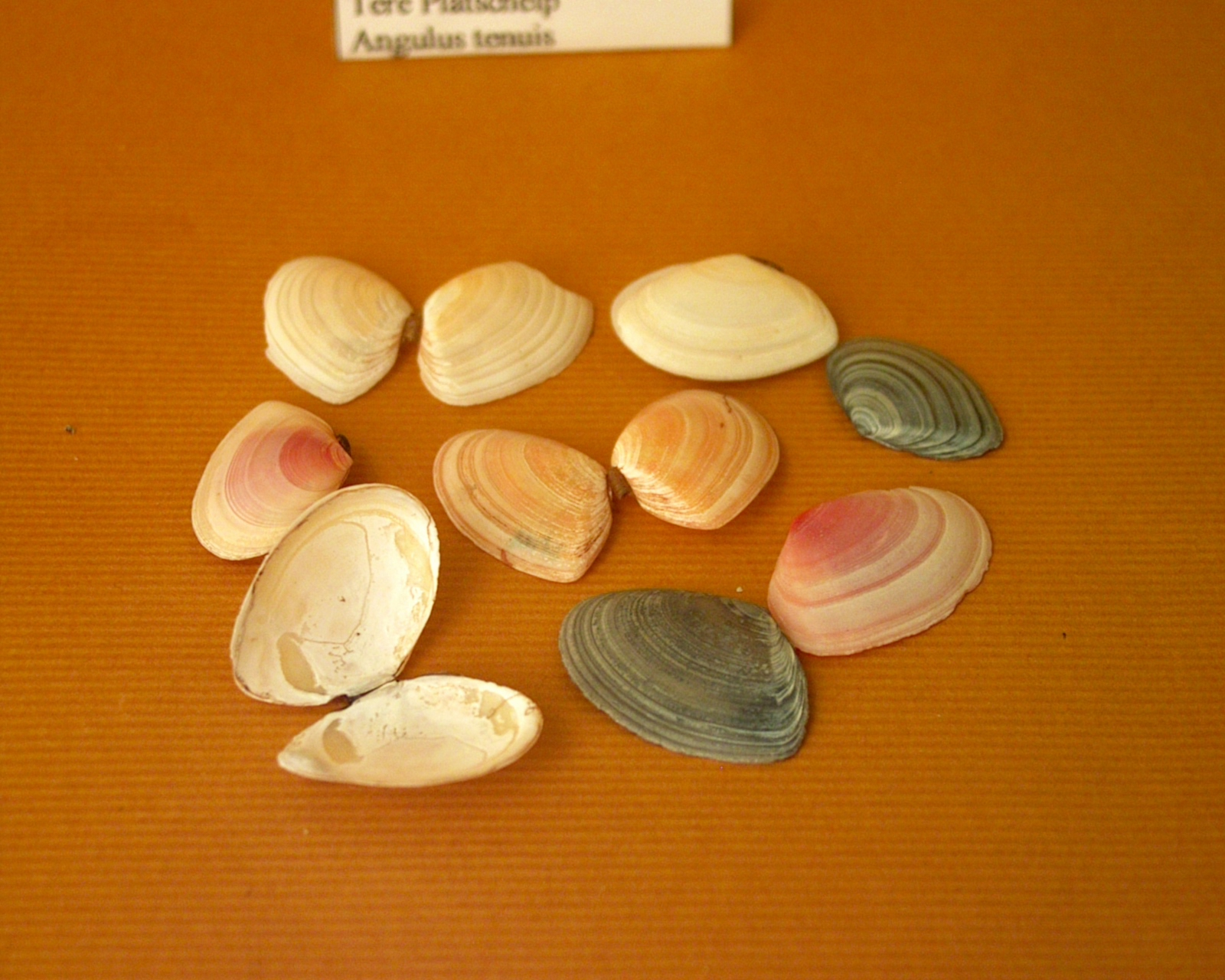
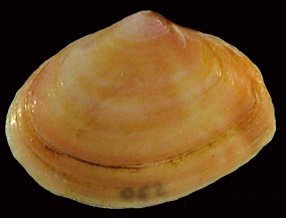
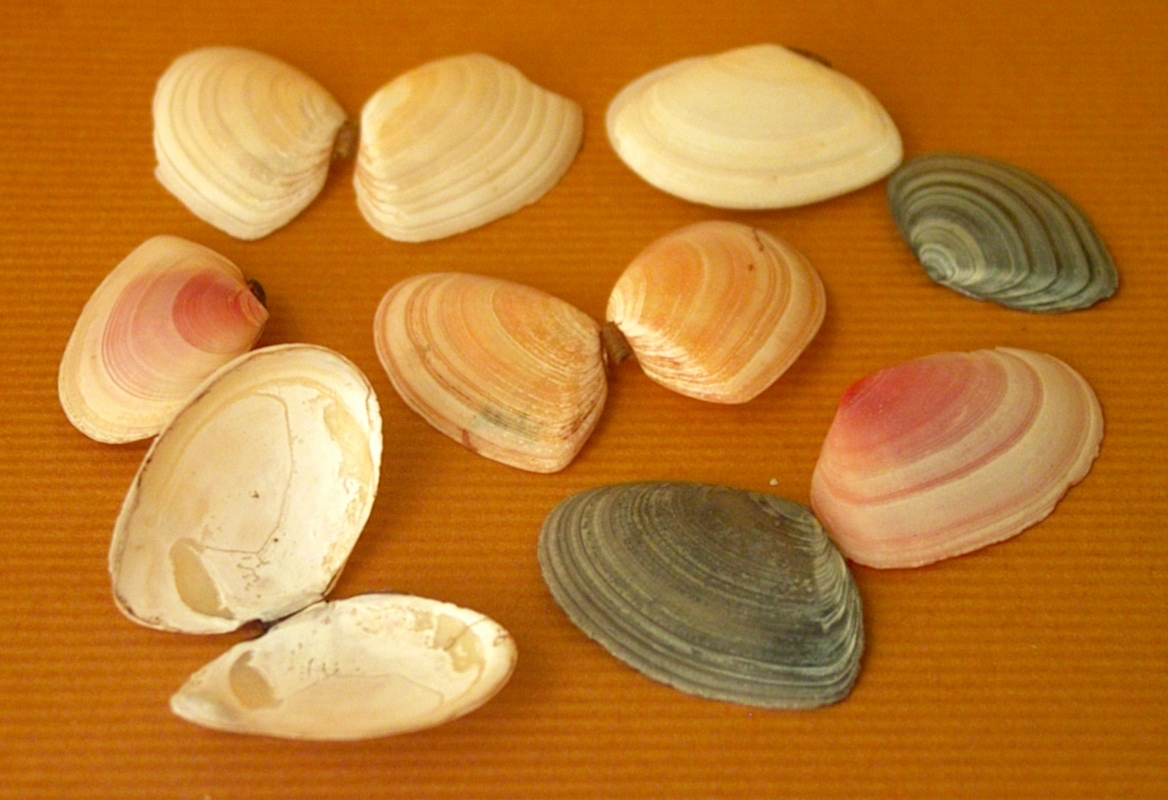